# Velocity : Design : Comfort
Velocity : Design : Comfort (estilizado como velocity: design: comfort.; abreviado pelos fãs como VDC) é o segundo álbum de estúdio da banda estadunidense de rock experimental Sweet Trip, lançado em 17 de junho de 2003 pela Darla Records.

## Antecedentes
Velocity: Design: Comfort foi gravado na casa de Roberto Burgos, membro da Sweet Trip. De acordo com Burgos, o álbum foi criado usando principalmente o DAW Cubase, embora uma versão inicial do FL Studio (conhecido na época como Fruity Loops) tenha sido usado para compor a faixa "Design : 1". Tanto Burgos quanto a colega de banda da Sweet Trip, Valerie Cooper, fizeram vocais na maior parte do álbum, com Sue Mee contribuindo com vocais para a música "To All the Dancers of the World, a Round Form of Fantasy".
O trabalho no álbum começou já em 1998, pois as primeiras versões das faixas "Dsco" e "Velocity" foram parte integrante dos shows ao vivo em apoio ao álbum anterior da banda, Halica, no final dos anos 90 e início dos anos 00. Notavelmente, ambas foram executadas ao lado de uma versão de "Dedicated, no SXSW 1999, com a letra de "Dsco" substituída por um zumbido. Também anterior ao álbum em vários anos é a música "Fruitcake and Cookies", que aparece na lista de faixas de uma fita cassete postada no Twitter por Burgos, datada de "algum momento entre 95 e 97".

## Título e capa

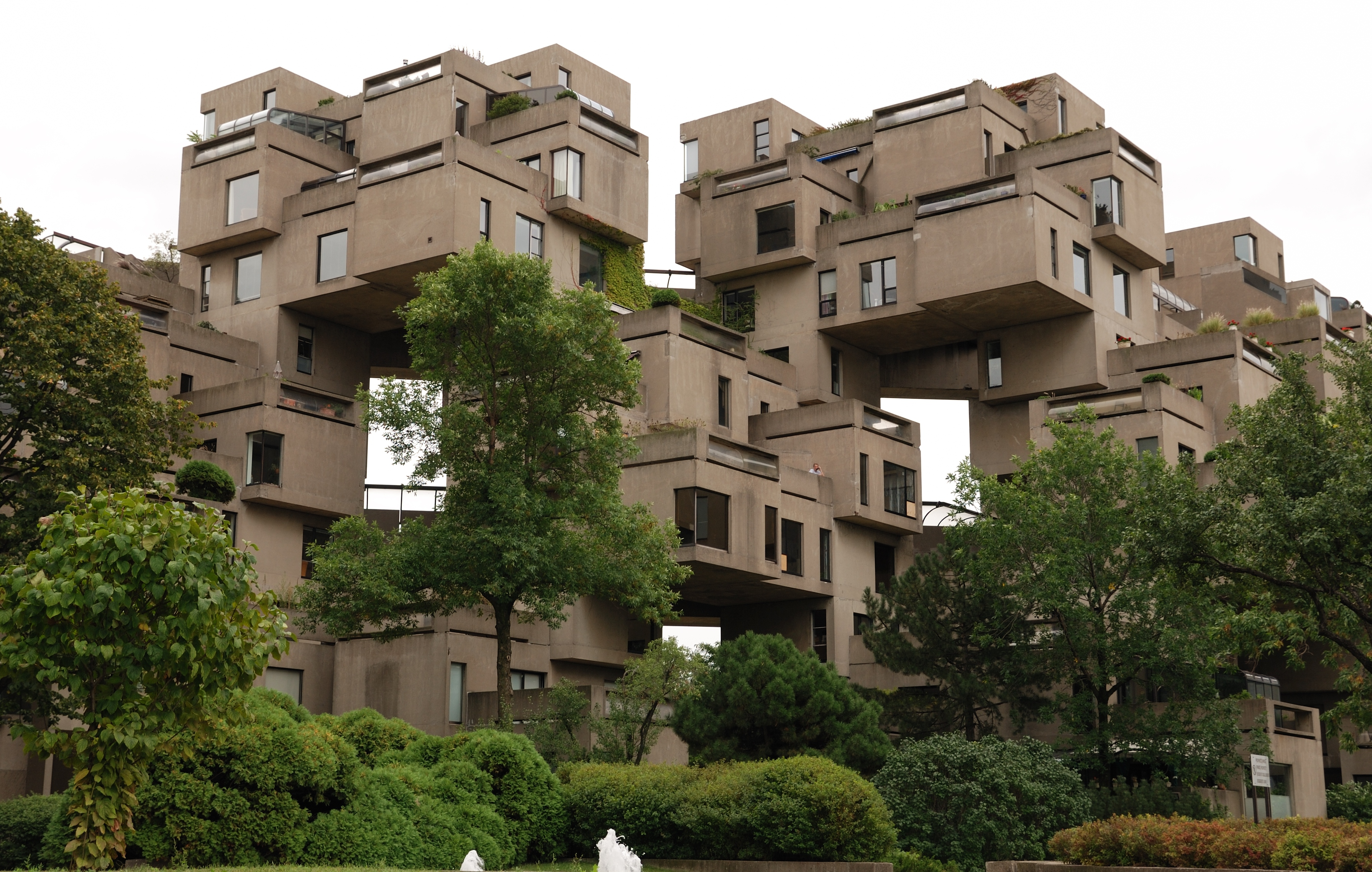
O edifício Habitat 67 aparece com destaque no arte do álbum.

De acordo com Burgos, Velocity : Design : Comfort foi influenciado conceitualmente pela publicidade e pelo consumismo em geral, o que se reflete no título do álbum – que ele imaginou como um slogan hipotético para um carro de luxo – e em alguns dos títulos das faixas (incluindo "Pro : Lov : Ad" e "Design : 2 : 3"). Ele interpretou o álbum como tendo "um tema recorrente de convencer alguém que você ama a deixar tudo para trás, se apaixonar por você e fugir para um mundo ideal".
A arte da capa de Velocity : Design : Comfort apresenta o complexo habitacional Habitat 67 de Montreal. Burgos sugeriu que os temas do álbum se refletem ainda mais na representação da obra de arte do Habitat 67, que ele descreveu como "o ideal de um edifício moderno e modular que supostamente melhora a vida." Cooper ofereceu uma perspectiva diferente e disse que não via a arte como uma representação de um "mundo fictício ou utopia idealizada", mas simplesmente foi atraída por sua qualidade simultaneamente chocante e relaxante. Para a reedição do álbum em 2020, a arte da capa teve que ser recriada do zero, pois os arquivos de origem da arte original haviam sido perdidos. A banda aproveitou essa oportunidade para abordar os aspectos da capa que "não estavam muito interessados na original."

## Composição
A Darla Records, gravadora da Sweet Trip, descreveu Velocity : Design : Comfort como sendo "repleto de guitarras e vocais etéreos do Slowdive, Cocteau Twins, My Bloody Valentine, batidas eletrônicas e acústicas de Aphex Twin e Squarepusher e ambiência." O crítico da AllMusic, Tim Sendra, comparou seu som principalmente ao do My Bloody Valentine. Burgos afirmou que grande parte da música do Sweet Trip, especialmente em seus primeiros álbuns, está impregnada de influências do shoegaze, embora "nem sempre de uma forma óbvia." Ele disse que seu foco era o Velocity: Design: Comfort "soasse como se estivesse passando os canais tarde da noite e vendo e ouvindo todos os tipos de infomerciais estranhos", mantendo o tema de publicidade explorado no álbum.

## Recepção crítica e legado
| Críticas profissionais | Críticas profissionais |
| Avaliações da crítica  | Avaliações da crítica  |
| Fonte                  | Avaliação              |
| ---------------------- | ---------------------- |
| AllMusic               | [ 11 ]                 |
| Sputnikmusic           | 4.9/5                  |

Velocity : Design : Comfort recebeu pouca atenção em seu lançamento inicial, além de ter alcançado a posição #179 na parada New Music Monthly da CMJ em agosto de 2003. Ao resenhar o álbum para a AllMusic, Tim Sendra o elogiou como "um disco que transborda de pequenos detalhes e surpresas sônicas que tornam cada música uma delícia e contribuem para levar o disco ao status de clássico menor", ao mesmo tempo em que citou o Sweet Trip como parte de uma "carga" de artistas que "fazem discos com visão muito avançada que confundem as expectativas e não deixam o passado (ou seja, a melodia e a composição das músicas) para trás."
Nos anos seguintes ao seu lançamento, Velocity : Design : Comfort ganhou um cult nos fóruns de música na Internet. Em 2019, Carly Wu, da Far Out Magazine listou-o como o sétimo melhor álbum de shoegaze de todos os tempos, declarando que, "de shoegaze e experimentação eletrônica, é esplendidamente animado e ferozmente imparável; em suma, uma experiência auditiva de derretimento cerebral em várias camadas." Reconhecendo o público mais amplo que o álbum havia alcançado, a Darla Records relançou Velocity : Design : Comfort em CD e LP em 2020.
Falando sobre o súbito ressurgimento da reputação do álbum, Burgos disse: "Realmente não é algo que esperávamos que acontecesse... Ele meio que caiu no esquecimento talvez por vários motivos, possivelmente porque foi mal promovido, não apoiamos nenhum show grande ou coisas do gênero, mas também talvez porque era insano demais?"

## Faixas
Todas as faixas escritas e compostas por Sweet Trip (Roberto Burgos and Valerie Cooper). 
| N.º            | Título                                                     | Duração |  |
| 1.             | "Tekka"                                                    | 3:08    |  |
| 2.             | "Dsco"                                                     | 3:11    |  |
| 3.             | "Velocity"                                                 | 8:34    |  |
| 4.             | "Fruitcake and Cookies"                                    | 7:58    |  |
| 5.             | "Sept"                                                     | 8:26    |  |
| 6.             | "Pro : Lov : Ad"                                           | 5:46    |  |
| 7.             | "Design : 1"                                               | 3:32    |  |
| 8.             | "International"                                            | 10:22   |  |
| 9.             | "Dedicated"                                                | 5:50    |  |
| 10.            | "Chocolate Matter"                                         | 4:03    |  |
| 11.            | "To All the Dancers of the World, a Round Form of Fantasy" | 6:18    |  |
| 12.            | "Design : 2 : 3"                                           | 6:17    |  |
| Duração total: | Duração total:                                             | 73:25   |  |

Notas
- A ordem das faixas nas edições em LP reposiciona "Chocolate Matter" entre "Dsco" e "Velocity".[17]

## Pessoal
Os créditos foram adaptados das notas do encarte do álbum.
Sweet Trip
- Roberto Burgos (creditado como Roby) – instrumentos programação, vocais
- Valerie Cooper (creditado como Valerie Reyes) – vocais

Músicos adicionais
- Sue Mee – vocais em "To All the Dancers of the World, a Round Form of Fantasy"
- Aaron Porter – tablas em "Sept"

Produção
- Kevin Bartley – masterização
- Sweet Trip – produção, mixagem

Design
- Elle – design[a]
- Fortunato – design[a]

### Notes
1.↑ Creditado como "elle e fortunato [sic] no workshop simultâneo".